# William Dally
William Dally   (Elmira, 22 de febrer de 1908 - Elmira, 30 de maig de 1996) fou un remer estatunidenc que va competir durant la dècada de 1920.
El 1928 va prendre part en els Jocs Olímpics d'Amsterdam, on disputà la prova del vuit amb timoner del programa de rem, en què guanyà la medalla d'or.